# Bruck an der Großglocknerstraße
Bruck an der Großglocknerstraße település Ausztriában, Salzburg tartományban a Zell am See-i járásban.

## Földrajz
A település 756 méteres tengerszint feletti magasságban helyezkedik el, területe 45,74 km², 

## Népesség
Lakosainak száma 4 535 fő, népsűrűsége pedig 99 fő/km² (2014. január 1-jén).

## Városrészek
- Brandenau (11 fő, 2011. október 31-én)
- Bruck an der Großglocknerstraße (670)
- Fischhorn (345)
- Gries (254)
- Hauserdorf (154)
- Hundsdorf (332)
- Krössenbach (685)
- Niederhof (87)
- Pichl (1147)
- Reit (210)
- Sankt Georgen (220)
- Steinbach (57)
- Vorfusch (228)
- Winkl (43)

## Fordítás
Ez a szócikk részben vagy egészben  a   Bruck an der Großglocknerstraße című angol Wikipédia-szócikk ezen változatának fordításán alapul.  Az eredeti cikk szerkesztőit annak laptörténete sorolja fel. Ez a jelzés csupán a megfogalmazás eredetét és a szerzői jogokat jelzi, nem szolgál a cikkben szereplő információk forrásmegjelöléseként.